# Nestoras Kolios
Nestoras Kolios (griechisch Νέστορας Κολιός, * 15. Januar 2001) ist ein griechischer Leichtathlet, der im Langstrecken- und Hindernislauf an den Start geht.

## Sportliche Laufbahn
Erste internationale Erfahrungen sammelte Nestoras Kolios beim Europäischen Olympischen Jugendfestival (EYOF) 2017 in Győr, bei dem er in 9:01,10 min den elften Platz im 3000-Meter-Lauf belegte. Bei den Crosslauf-Europameisterschaften 2021 in Dublin wurde er in 26:43 min 66. im U23-Rennen und 2023 gelangte er bei der 1. Liga der Team-Europameisterschaft im Rahmen der Europaspiele in Chorzów mit 8:53,81 min auf den 15. Platz über 3000 m Hindernis. Anschließend schied er bei den U23-Europameisterschaften in Espoo mit 9:12,01 min in der Vorrunde aus und im Dezember wurde er bei den Crosslauf-Europameisterschaften in Brüssel nach 26:39 min 69. im U23-Rennen. 2025 erreichte er bei der 1. Liga der Team-Europameisterschaft in Madrid mit 9:12,31 min Rang 14 im Hindernislauf, ehe er bei den Balkan-Meisterschaften in Volos in 9:30,39 min den sechsten Platz belegte.
2023 wurde Kolios griechischer Meister im 3000-Meter-Hindernislauf sowie im 5-km-Straßenlauf.

## Persönliche Bestleistungen
- 3000 m Hindernis: 8:51,13 min, 10. Juni 2023 in Serres